# Rinorea brachypetala
Rinorea brachypetala är en violväxtart som först beskrevs av Porphir Kiril Nicolai Stepanowitsch Turczaninow, och fick sitt nu gällande namn av O. Ktze.. Rinorea brachypetala ingår i släktet Rinorea och familjen violväxter. Utöver nominatformen finns också underarten R. b. velutina.